# Jikawo (rivière)
Jikawo est une rivière du sud-ouest de l'Éthiopie. C'est un affluent de la rivière Baro, qu'il rejoint à la latitude et à la longitude 8° 22′ N, 33° 46′ E.
Le fleuve prend sa source en Éthiopie, mais dans son cours inférieur, il forme la frontière avec le Soudan du Sud.